# EN 219
A N219 é uma estrada nacional do Interior Norte e de Trás-os-Montes e Alto Douro que integra a rede de estradas de Portugal e estabelece a ligação entre Mogadouro e Vimioso
Tem como passagem os concelhos de Vimioso e Mogadouro.

## Troços Incluídos no Plano Rodoviário Nacional
O troço da N219 foi todo desclassificado para ER219.

## Percurso
| Localidade Intermédia       | Município |
| --------------------------- | --------- |
| Mogadouro                   | Mogadouro |
| Azinhoso                    | Mogadouro |
| Aeródromo de Mogadouro      | Mogadouro |
| Peso (São Martinho do Peso) | Mogadouro |
| Algoso                      | Vimioso   |
| Campo de Víboras            | Vimioso   |
| Vimioso                     | Vimioso   |